# Сочаница (Лепосавић)
Сочаница је насеље у општини Лепосавић на Косову и Метохији. Површина катастарске општине Сочаница где је атар насеља износи 1.929 ha. Седиште је месне заједнице Сочаница. Насеље Сочаница последњих година прераста из сеоског насеља у варошицу, налази се 5 km јужно од Лепосавића са десне стране реке Ибар. Средња надморска висина насеља износи 636м. У писаним изворима село се први пут помиње 1315. године, у повељи српског краља Стефана Милутина манастиру Бањској. Према процени из 2011. године било је 1.296 становника.

## О селу
По положају насеље спада у ред разбијених насеља, а по старости спада у групу старијих насеља. У Сочаници у засеоку Крш-Мала у подножју брда Сокољаче налази се манастир Св. Јована Главосече (Јована Претече) подигнута 1836. године. Из 1363. године постоје записи где се помиње и град Галич који се налазио на брду Галич према сочанској цркви, а којег помиње византијски историчар Јован Кинам, летописац византијског цара Манојла Комнена (1143-1180). У насељу Сочаница су и остаци старог римског града Municipium Dardanorum, чији је живот трајао од II до IV века нове ере. Град је захватао површину од 30 ha. У селу и његовој околини постоје остаци цркве Св. Петке и цркве Св. Пречисте.
Насеље се састоји из махала: Крушевље, Јевтићка Мала, Крш Мала, Маљићи, Мала, Поток Мала, Грабље, Беглук, Долима, Равниште и Микулина.
У насељу Сочаница постоји месна канцеларија, биоскоп, библиотека, здравствена станица, пошта и основна осморазредна школа. Објекат старе основне школе је адаптиран и служи за смештај старина и антиквитета са овог краја.
У делу насеља Савина стена изграђен је Дом за старе. У Сочаници постоји још ветеринарска станица, 3 апотеке, 2 ресторана, 4 кафе-бара, једна радио-станица и око 25 самостално –трговинских радњи.

## Демографија
- попис становништва 1948: 812
- попис становништва 1953: 942
- попис становништва 1961: 1106
- попис становништва 1971: 1006
- попис становништва 1981: 1181
- попис становништва 1991: 1267

У селу 2004. године живи 1572 становника. Данашње становништво чине родови: Јанковићи, Милетићи, Брановићи, Милентијевићи, Ракићи, Јаблановићи, Огњеновићи, Грујевићи, Милићевићи, Благојевићи, Младеновићи, Симићи, Аксентијевићи, Јевтићи, Костићи, Миљојковићи, Милојевићи, Миловановићи, Јовићи, Радосављевићи, Митровићи, Ћирковићи, Радојевићи, Аритоновићи, Ђурђевићи, Вучетићи, Милојевићи, Вукићевићи, Радоичићи, Вујовићи, Савићи, Ђорђевићи, Милановићи, Марковићи, Новаковићи, Ћирковићи, Јанићијевићи, Младеновићи, Михајловићи, Јовановићи, Николићи, Спасојевићи, Анђелковићи, Николићи, Раловић, Милановићи, Виријевић, Игњатовић.